# Windy City Bulls
O Windy City Bulls é um clube de basquetebol profissional estadunidense sediado em Hoffman Estates, Illinois. É afiliado ao Chicago Bulls. Eles jogam na Conferência Leste da  NBA G-League, uma liga pra jogadores em desenvolvimento para subir à National Basketball Association (NBA).

## História
Foi fundado em 2016.